# Ginés Garrido
Ginés Garrido Colmenero conocido como Ginés Garrido (Albacete, 1962) es un arquitecto español especializado en arquitectura y urbanismo bioclimáticos, reconocido a nivel internacional como uno de los autores del proyecto Madrid Río.

## Trayectoria
Ginés Garrido estudió en la Escuela técnica Superior de Arquitectura de Madrid (ETSAM), dónde se tituló en 1989, es profesor desde 1991 y se doctoró en 2005. Se dedica a la docencia, la investigación y dirige con el arquitecto Francisco Burgos su estudio profesional. Ha sido profesor en varias universidades, destacar la Universidad de Harvard  entre 2012 y 2013 en la Graduate School of Design, y la Universidad Washington en San Luis en 2017, Actualmente dirige el Programa de Proyectos en fundamentos Arquitectónicos en la ETSAM, Universidad Politécnica de Madrid, dónde es profesor titular.
Ginés Garrido además imparte clases y conferencias en diferentes instituciones, destacar la conferencia que impartió con motivo del Día Mundial del Urbanismo, “Será necesario vincular las ciudades a sus territorios, a sus climas, a la ecología en el sentido más amplio de la palabra” en el Colegio Oficial de Arquitectos de Canarias, de Tenerife, La Gomera y El Hierro (Coactfe) como ejemplo de su especialización en el diseño y construcción bioclimáticas de espacios urbanos, parques y planeamiento territorial. Garrido fue director del equipo redactor del proyecto Madrid Río, uno de los proyectos de renovación y regeneración urbana más reconocido a nivel internacional por la recuperación de más de 150 hectáreas degradadas en la ribera del río Manzanares por el soterramiento de la autopista M-30. En esta línea de defensa del espacio público para los ciudadanos Garrido continua participando en diferentes debates sobre la transformación de la ciudad con nuevas propuestas de movilidad y accesibilidad, en las que se transforman vías rápidas en espacios para el ciudadano como la actual remodelación prevista en Madrid en el entorno de la autovía A-5.
Realiza proyectos de arquitectura y urbanismo por todo el mundo, proyectos de vivienda social en Madrid, la residencia oficial de la embajada de España en Canberra (Australia), el puente Lent-Tabor en Maribor, Eslovenia. Uno de los proyectos destacados que está realizando en estos momentos es la reforma del Hospital Universitario La Paz en Madrid.

## Obras seleccionadas

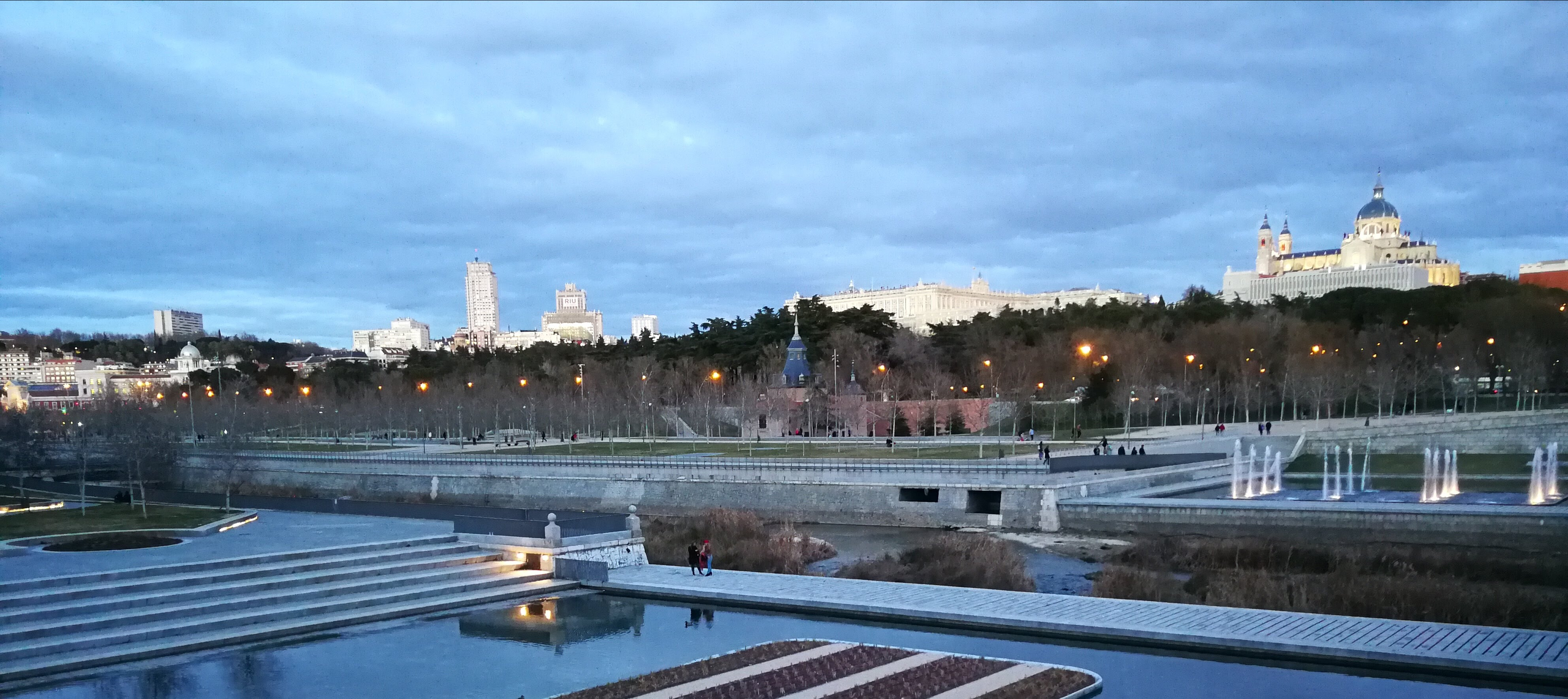
Cornisa de Madrid desde el Puente Segovia, Madrid Río

### Publicaciones
- 2004 El Lisitzky. Wolkenbügel 1924-1925. Con Francisco Burgos.[12]
- 2011 Mélnikov en París, 1925. Colección arquia/tesis, no. 33. Barcelona: Fundación caja de arquitectos, 2011.[13][14]
- 2014 Paisajes en la ciudad, Madrid Río: geografía, infraestructura y espacio público. Francisco Burgos, Ginés Garrido y Fernando Porras-Isla. ISBN: 978-84-15832-40-9[15]
- 2014 Landscapes in the City, Madrid Río: Geography, Infrastructure and Public Space. ISBN: 978-84-15832-41-6.[16]

### Arquitectura y urbanismo
- MALI, Museo de Arte de Lima, Perú.
- Residency of the Spanish Embassy, Canberra Australia.
- Rehabilitation of the Historic Centre of Pereira, Colombia.
- Residential Complex in Bolshoy Nikolovorovinsky, Moscow Russia.[4]
- Madrid Río, Madrid.[17][18]
- Renovación del Hospital de la Paz, Madrid.

## Galería Madrid Río

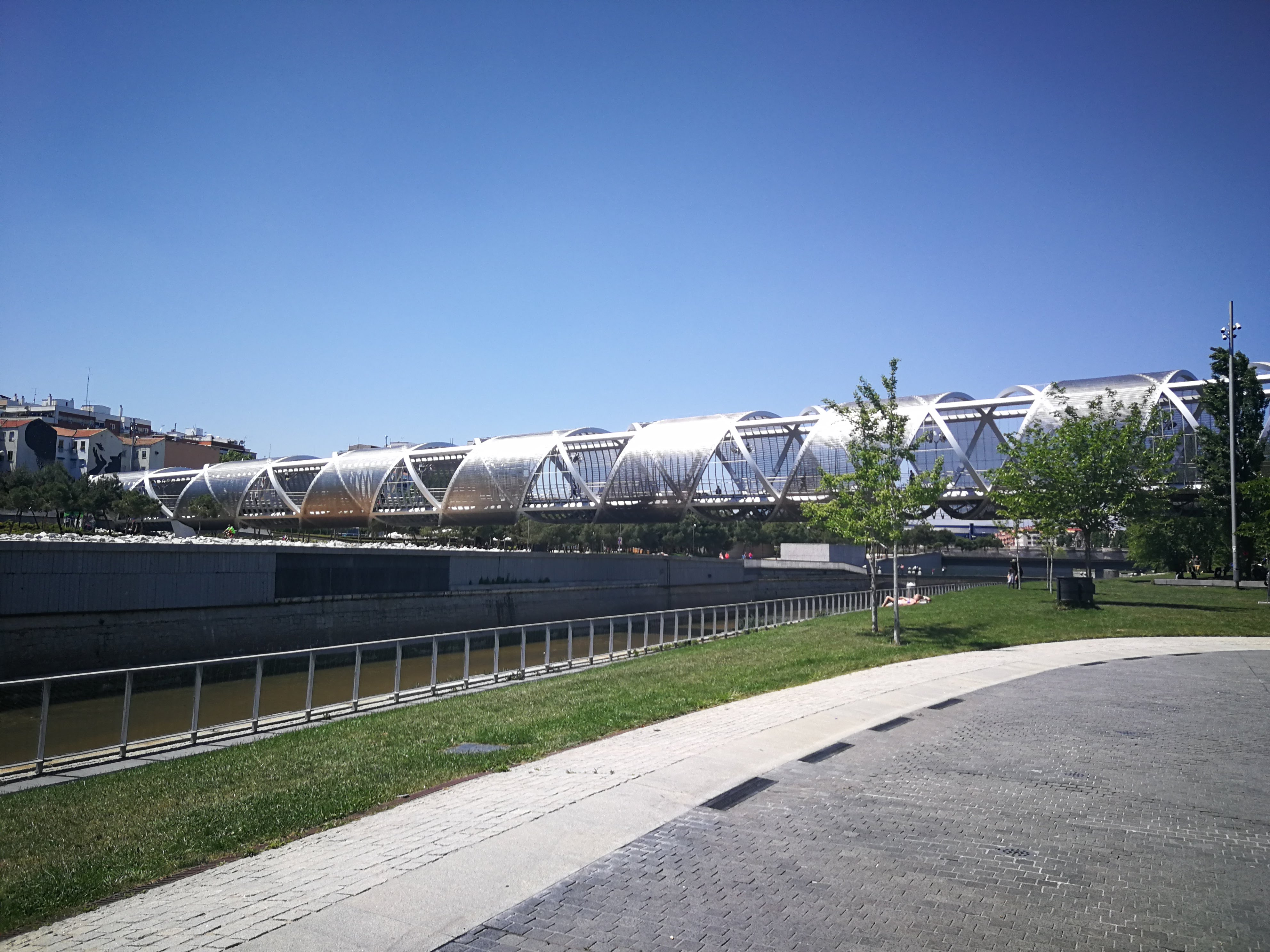
Madrid Río Puente monumental de Arganzuela
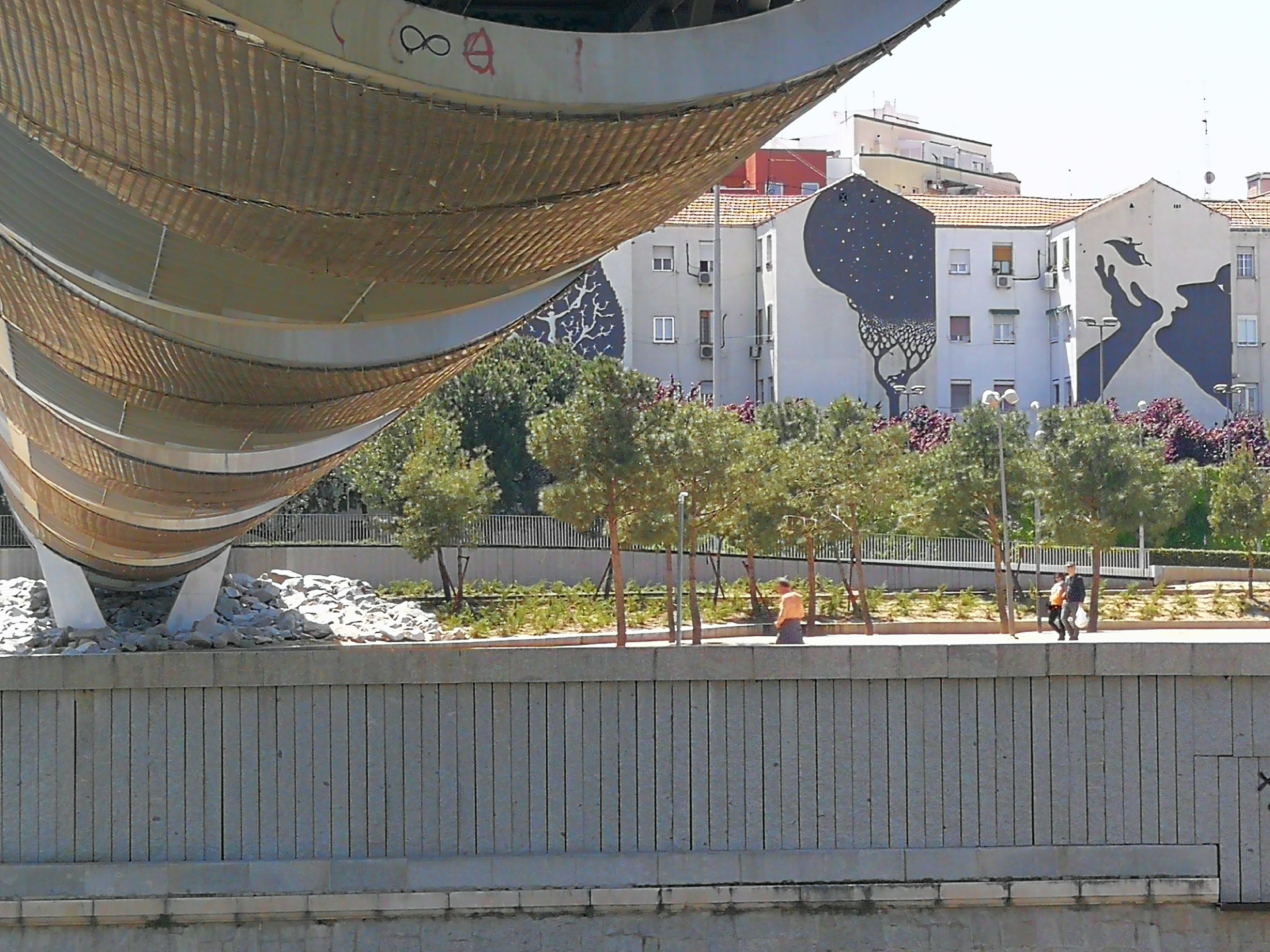
Madrid Río bajo puente Monumental de Arganzuela
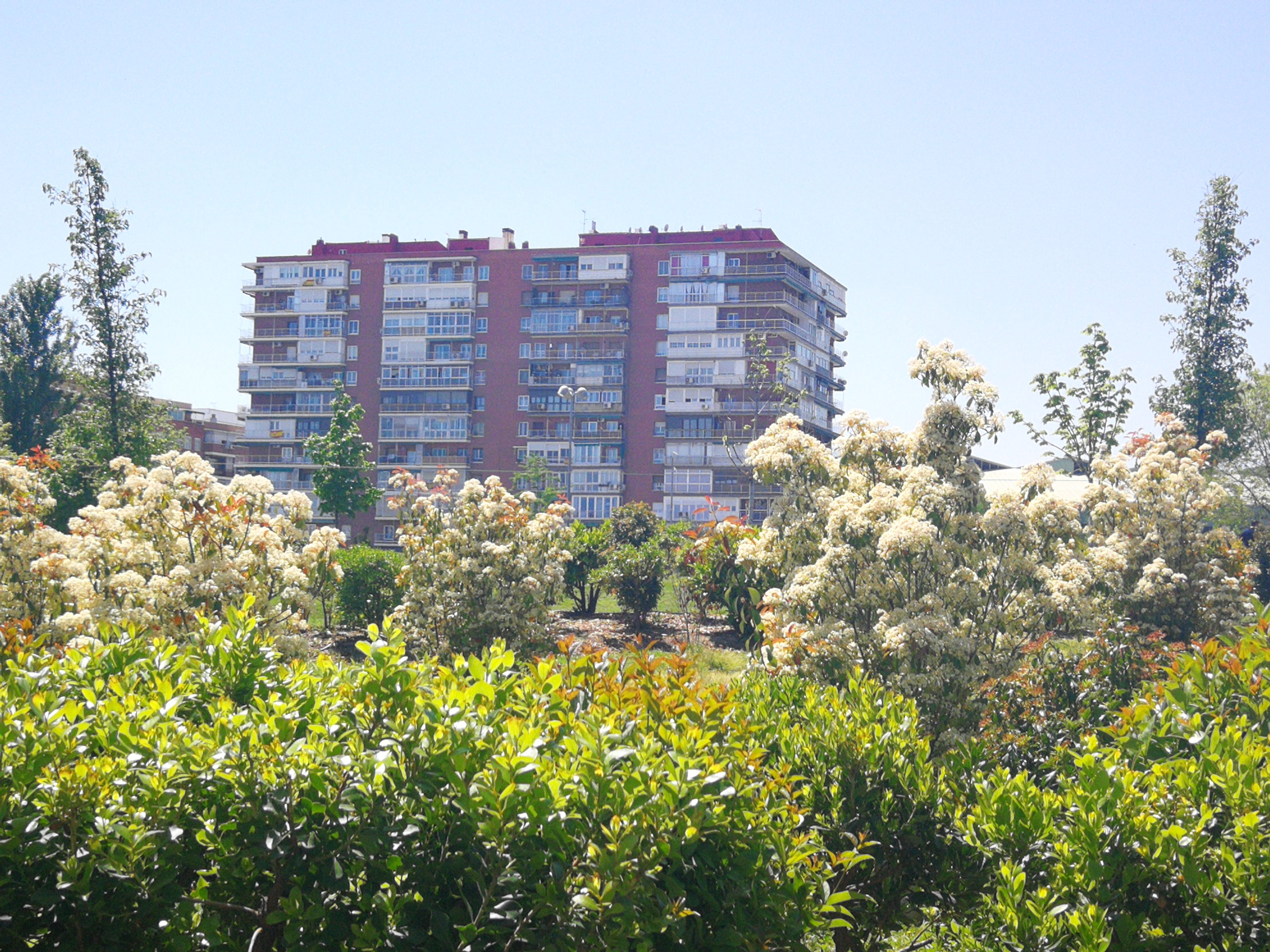
Madrid Río, vista de la ciudad sobre la vegetación.
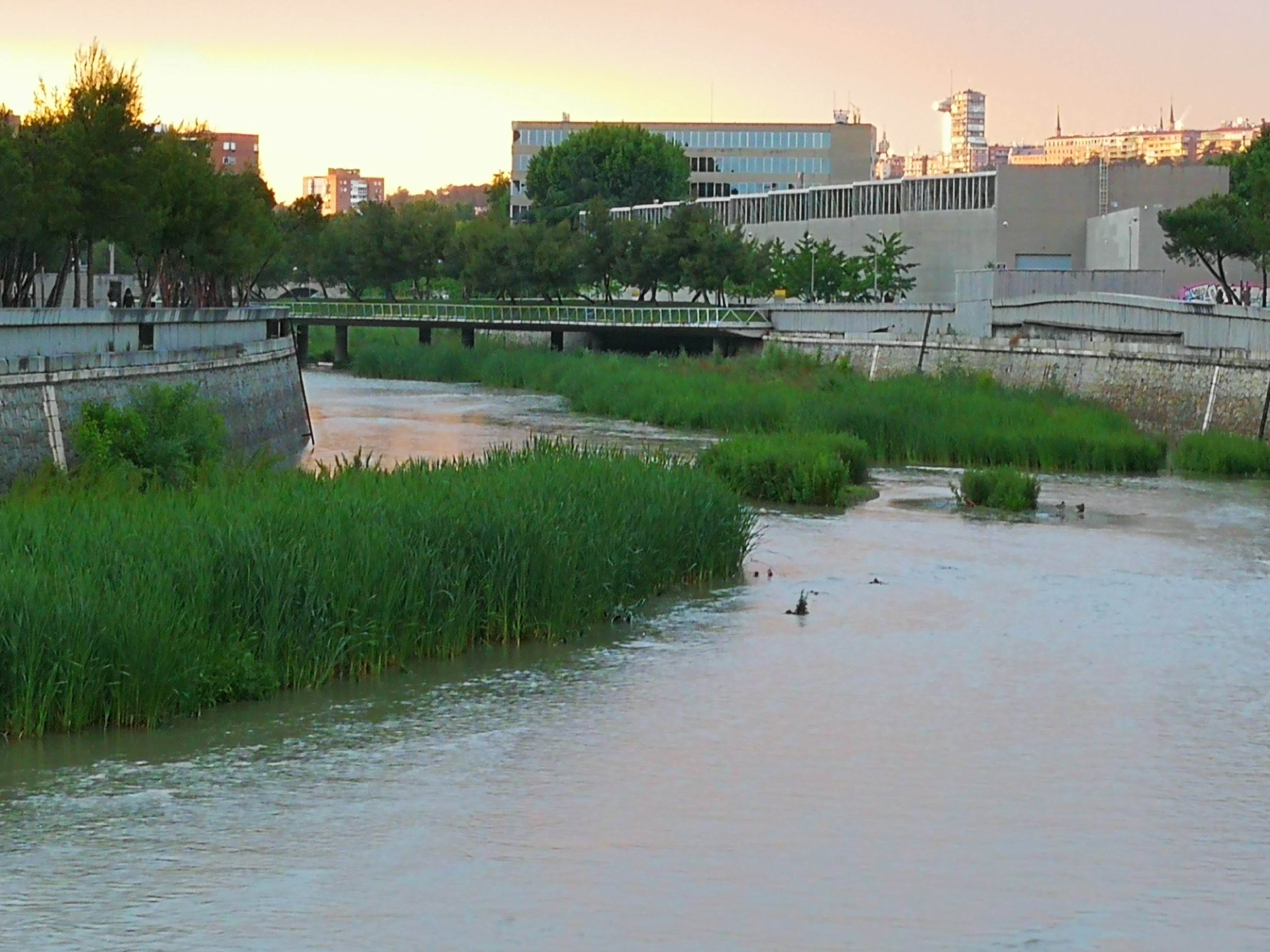
Madrid Río, al fondo el CEDEX edificio del arquitecto Miguel Fisac
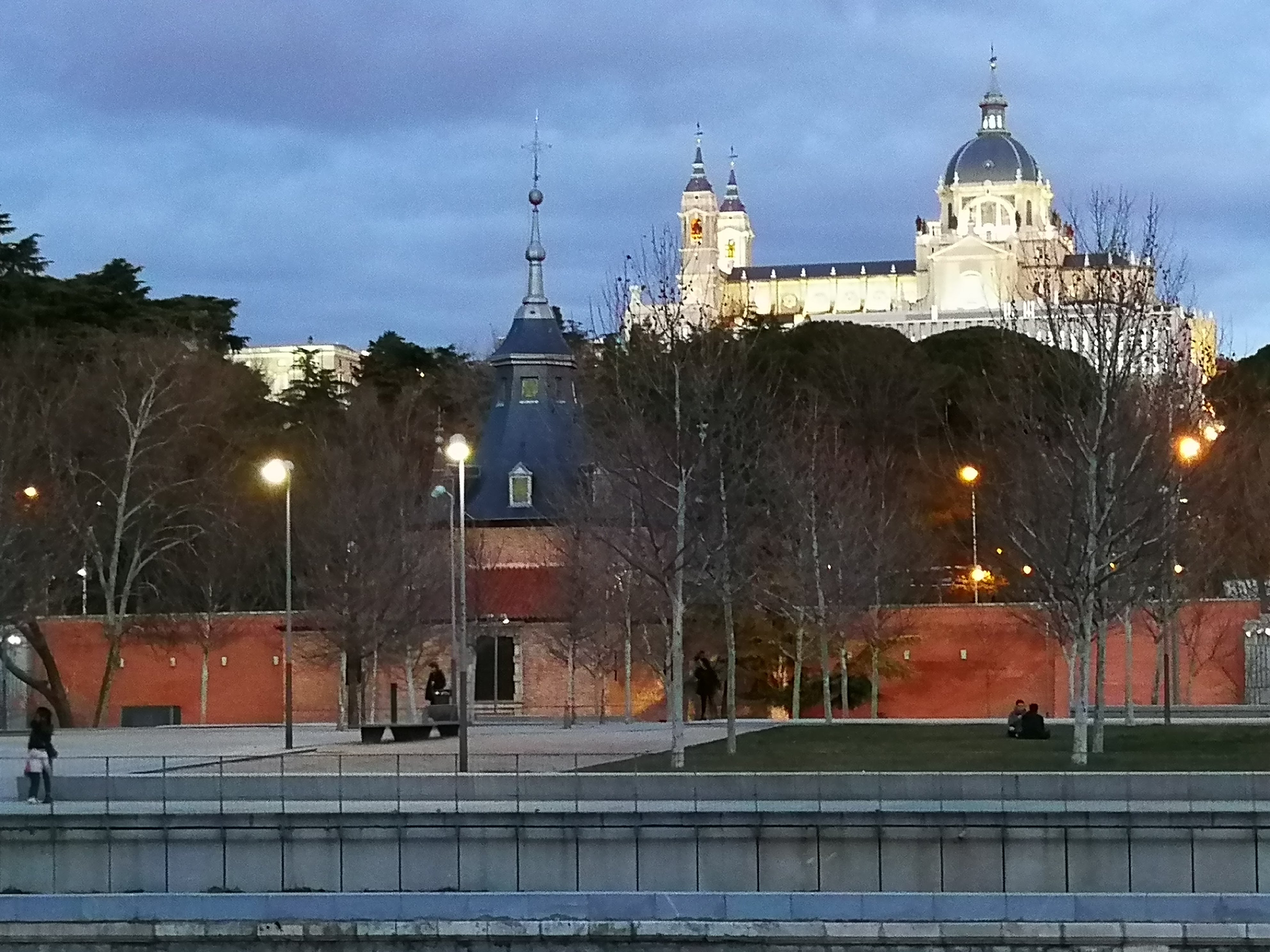
Madrid Río, Ermita de la Virgen del Puerto (Madrid) obra del arquitecto Pedro de Ribera.
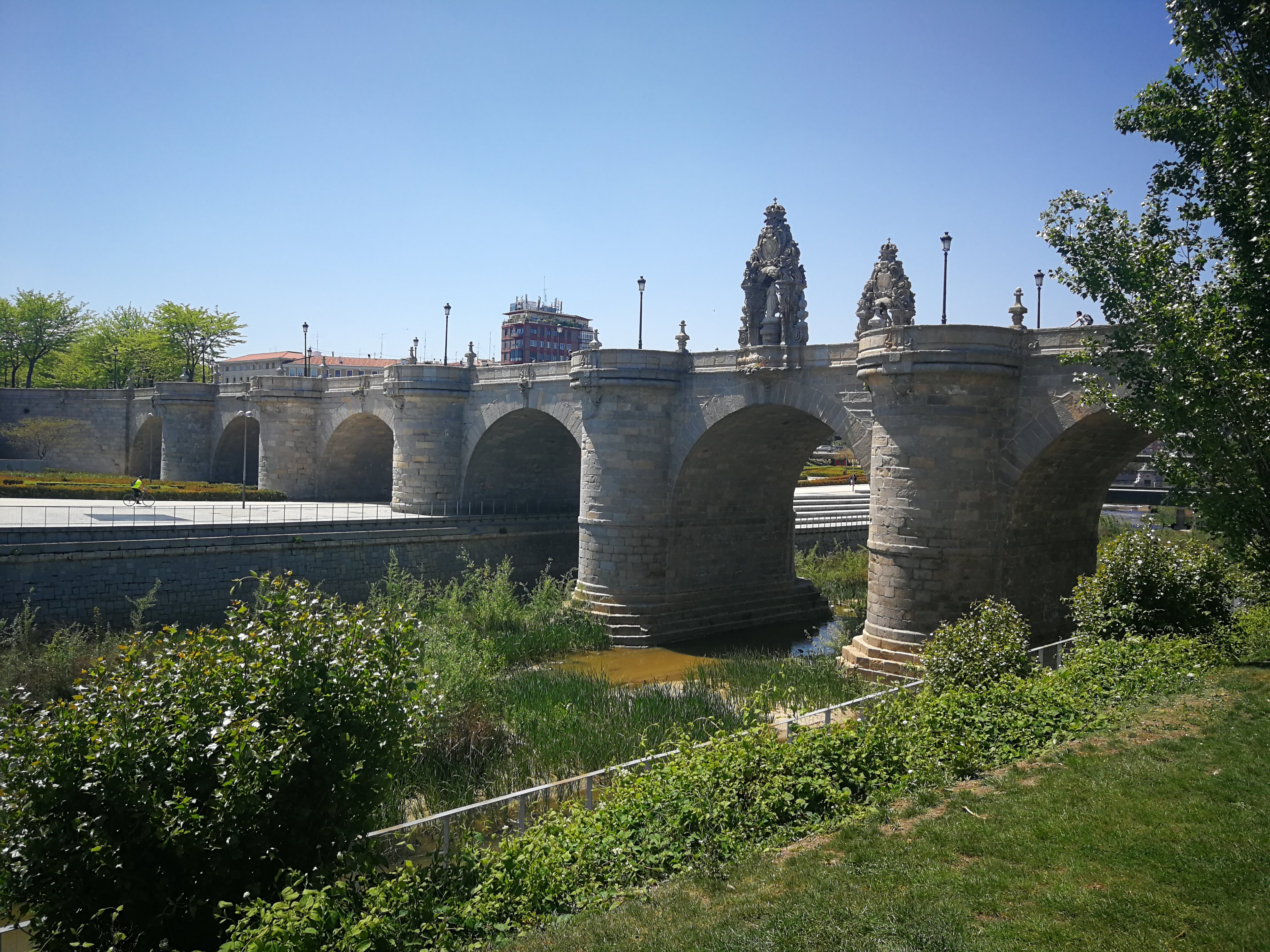
Madrid Río, Puente de Toledo
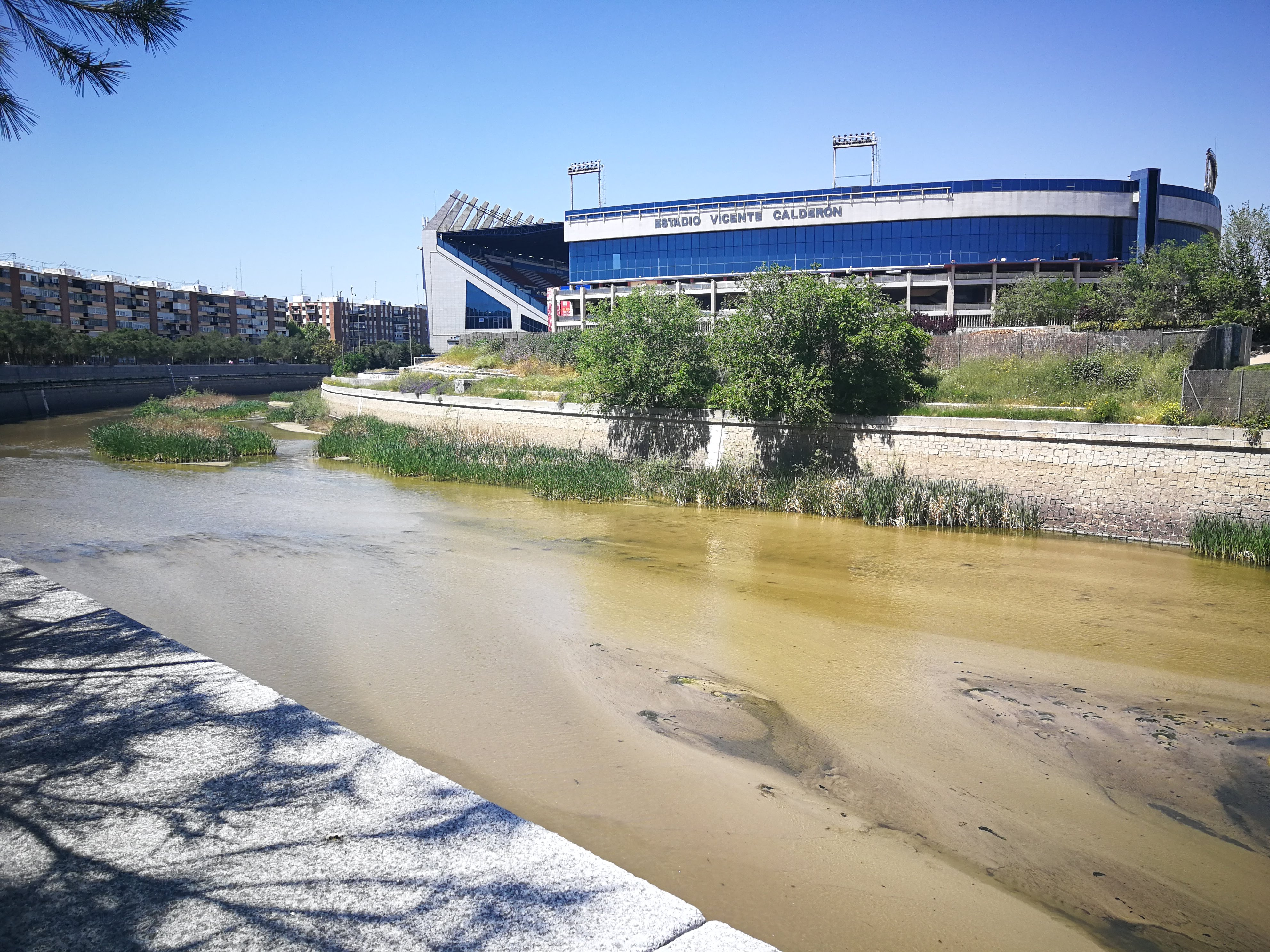
Madrid Río, 2018 Estadio Vicente Calderón